# Peter Wagner
Peter Wagner (n. Lütjenburg, 18 de septiembre de 1956) es un teórico social alemán. Sus investigaciones se enfocan principalmente en la teoría social y la filosofía política de la Europa contemporánea. Ha hecho estudios comparativos sobre la historia de las ciencias sociales y en sus publicaciones hizo una tentativa de formular y utilizar una sociología de la modernidad.

## Obras
- Vanishing Points of modernity. Inescapability and attainability in social theory (forthcoming)
- Theorizing Modernity. Inescapability and attainability in social theory (2001)
- Le travail et la nation (coeditor, 1999)
- A Sociology of Modernity (1994)
- Der Raum des Gelehrten (con Heidrun Friese, 1993).